# Mycobacterium vaccae
Mycobacterium vaccae – bakteria tlenowa należąca do rodziny Mycobacterium naturalnie występująca w glebie (bakterie glebowe). Jej nazwa pochodzi od łacińskiego słowa vacca - bydło domowe, ponieważ pierwszy opisany szczep został wyizolowany z bydlęcego łajna w Austrii. Prowadzone są badania naukowe dotyczące szczepionki M. vaccae obejmujące  immunoterapię alergicznej astmy, nowotworów, depresji, trądu, łuszczycy, zapalenia skóry, egzemy oraz gruźlicy.
Naukowcy sądzą, że wystawienie na kontakt z M. vaccae może mieć działanie antydepresyjne, ponieważ pobudzają one wytwarzanie serotoniny i noradrenaliny w mózgu.
Badania wykazały, że wczesne narażenie na M. vaccae może złagodzić objawy gruźlicy. Jednak kolejne próby w 2002 roku nie wykazały żadnych korzyści z immunoterapii M. vaccae u ludzi zarażonych prątkami gruźlicy.
Badania, których wyniki ujawniono 24 maja 2010 roku, wykazały, że gdy M. vaccae wstrzyknięto myszom, pobudziło to u nich rozwój neuronów. Zwiększyło również poziom serotoniny, obniżając poziom lęku.